# 红柳河街道
红柳河街道，原红柳河园艺场，是中华人民共和国新疆维吾尔自治区吐鲁番市高昌区下辖的一个街道办事处。

## 行政区划
红柳河街道下辖以下村级行政区划单位：
桃园社区、红柳社区。